# Daniel Juncadella
 (avril 2016).
Daniel Juncadella, né le 7 mai 1991, est un pilote automobile espagnol. Il est le neveu de l'ex pilote de Formule 1 Luis Pérez-Sala.

## Carrière

### Carrière en monoplace
| Saison | Championnat                        | Écurie              | Courses         | Victoires       | Pole positions  | Meilleurs tours | Podiums         | Points          | Classement      |
| ------ | ---------------------------------- | ------------------- | --------------- | --------------- | --------------- | --------------- | --------------- | --------------- | --------------- |
| 2007   | Master Formule Junior              | Javier Juncadella   | 21              | 7               | 0               | 13              | 13              | 359             | 2e              |
| 2007   | Formule BMW ADAC                   | AM-Holzer Rennsport | 6               | 0               | 0               | 0               | 0               | 86              | 23e             |
| 2008   | Formule BMW Europe                 | EuroInternational   | 16              | 2               | 4               | 1               | 5               | 237             | 4e              |
| 2008   | Formule BMW World Final            | EuroInternational   | 1               | 0               | 0               | 0               | 0               | N/A             | 4e              |
| 2008   | Formule BMW Americas               | Euro Junior Team    | 6               | 1               | 0               | 0               | 3               | 54              | Nc              |
| 2009   | Formule BMW Europe                 | EuroInternational   | 16              | 1               | 0               | 0               | 7               | 288             | 2e              |
| 2010   | Formule 3 Euro Series              | Prema Powerteam     | 18              | 1               | 1               | 4               | 3               | 35              | 8e              |
| 2010   | GP3 Series                         | Tech 1 Racing       | 10              | 0               | 0               | 0               | 1               | 10              | 14e             |
| 2010   | Formule 3 Britannique              | Prema Powerteam     | 3               | 1               | 0               | 2               | 2               | N/A             | Nc              |
| 2010   | Masters de Formule 3               | Prema Powerteam     | 1               | 0               | 0               | 0               | 0               | N/A             | 16e             |
| 2010   | Grand Prix de Macao                | Prema Powerteam     | 1               | 0               | 0               | 0               | 0               | N/A             | Nc              |
| 2011   | Formule 3 Euro Series              | Prema Powerteam     | 27              | 4               | 4               | 3               | 14              | 280             | 3e              |
| 2011   | Trophée international de Formule 3 | Prema Powerteam     | 8               | 1               | 0               | 0               | 2               | 72              | 3e              |
| 2011   | Masters de Formule 3               | Prema Powerteam     | 1               | 0               | 0               | 0               | 0               | N/A             | Nc              |
| 2011   | Grand Prix de Macao                | Prema Powerteam     | 1               | 0               | 0               | 0               | 0               | N/A             | 1er             |
| 2012   | Formule 3 Euro Series              | Prema Powerteam     | 24              | 5               | 5               | 6               | 6               | 240             | Champion        |
| 2012   | Championnat d'Europe de Formule 3  | Prema Powerteam     | 20              | 5               | 5               | 5               | 5               | 252             | Champion        |
| 2012   | Masters de Formule 3               | Prema Powerteam     | 1               | 1               | 1               | 1               | 1               | N/A             | 1er             |
| 2014   | Formule 1                          | Force India         | Pilote essayeur | Pilote essayeur | Pilote essayeur | Pilote essayeur | Pilote essayeur | Pilote essayeur | Pilote essayeur |
| 2015   | Euroformula Open                   | emiliodevillota.com | 2               | 0               | 0               | 0               | 1               | 0               | Nc              |
| 2015   | Grand Prix de Macao                | Fortec Motorsport   | 1               | 0               | 0               | 0               | 0               | N/A             | Np              |
| 2016   | Grand Prix de Macao                | Hitech GP           | 1               | 0               | 0               | 0               | 0               | N/A             | 8e              |

## Résultats en championnat du monde de DTM
| Saison | Écurie                        | Châssis      | Moteur          | Pneus   | GP disputés | Victoires | Podiums | Pole positions | Meilleurs tours | Dans les points | Abandons | Points inscrits | Classement |
| ------ | ----------------------------- | ------------ | --------------- | ------- | ----------- | --------- | ------- | -------------- | --------------- | --------------- | -------- | --------------- | ---------- |
| 2013   | Mücke Motorsport              | Mercedes     | Mercedes V8     | Hankook | 10          | 0         | 0       | 0              | 0               | 3               | 1        | 21              | 16e        |
| 2014   | PETRONAS Mercedes-AMG         | Mercedes     | Mercedes V8     | Hankook | 10          | 0         | 0       | 0              | 0               | 2               | 1        | 22              | 18e        |
| 2015   | PETRONAS Mercedes-AMG         | Mercedes     | Mercedes V8     | Hankook | 18          | 0         | 0       | 0              | 0               | 7               | 0        | 26              | 20e        |
| 2016   | Mercedes-Benz HWA             | Mercedes     | Mercedes V8     | Hankook | 18          | 0         | 0       | 0              | 2               | 2               | 4        | 6               | 24e        |
| 2018   | Mercedes-AMG Motorsport REMUS | Mercedes     | Mercedes V8     | Hankook | 20          | 1         | 2       | 3              | 4               | 6               | 0        | 61              | 15e        |
| 2019   | R-Motorsport II               | Aston Martin | Aston Martin V8 | Hankook | 14          | 0         | 0       | 0              | 0               | 6               | 3        | 22              | 15e        |